# Stallental
Stallental är en dal i Österrike.   Den ligger i förbundslandet Tyrolen, i den västra delen av landet, 400 km väster om huvudstaden Wien.
I omgivningarna runt Stallental växer i huvudsak blandskog. Runt Stallental är det ganska glesbefolkat, med 42 invånare per kvadratkilometer.